# No es como ayer (álbum de Bravo)
No Es Como Ayer es el nombre del cuarto álbum de estudio del grupo Bravo(1989). Fue lanzado al mercado por EMI el 6 de junio de 1995. Tras la partida de "Cae" Elías y su hermano Ariel, la banda decidió continuar, y Héctor Eduardo López (alias "Moni" López) pasó a ser el nuevo cantante. Su inclusión trajo opiniones divididas y no fue del todo aceptado, si bien el nuevo vocalista se desempeñaba bien las comparaciones eran inevitables, quizás por el carisma que irradiaba "Cae" Elías, quizás por la falta de comunicación de López para con el público.

La compañía apostó al éxito que tenía la banda, sin mayores resultados que el sencillo "Linda" y algunos conciertos sin mucha convocatoria. Si bien hubo un cambio hacia el Rock-Duro, la magia de los primeros discos se había perdido, las críticas se centraron por sobre todas las cosas, en la falta de originalidad de las composiciones, en quien las interpretaba, y en que todo parecía menos enérgico.

## Lista de canciones
| No Es Como Ayer |                                              |                                       |          |  |
| N.º             | Título                                       | Escritor(es)                          | Duración |  |
| 1.              | «Solo sin tu amor»                           | Ely DeRoss, Alex Einstein             | 4:15     |  |
| 2.              | «No Es Como Ayer»                            | Ely DeRoss, Alex Einstein, Moni López | 4:19     |  |
| 3.              | «Nuestra oración (Adiós no es para siempre)» | Ely DeRoss, Alex Einstein, Moni López | 4:03     |  |
| 4.              | «Linda»                                      | K. T. Páez                            | 4:28     |  |
| 5.              | «Abre tus brazos»                            | Ely DeRoss, Alex Einstein, Moni López | 4:04     |  |
| 6.              | «Sabes bien como herirme»                    | Erik Nuñez                            | 4:29     |  |
| 7.              | «Historia sin fin»                           | Ely DeRoss, Alex Einstein, Moni López | 3:41     |  |
| 8.              | «Me siento tan solo»                         | Ely DeRoss, Moni López                | 5:22     |  |
| 9.              | «Es tan difícil olvidar»                     | Ely DeRoss, Alex Einstein             | 5:00     |  |
| 10.             | «No mientas (No hables de amor)»             | Ely DeRoss, Alex Einstein             | 3:30     |  |
| 11.             | «Dámelo otra vez»                            | Ely DeRoss, Alex Einstein             | 4:07     |  |
| 47:18           |                                              |                                       |          |  |

## Sencillos
- 1995 - "Linda"